# Hydrostatica
Hydrostatica beschrijft vloeistoffen in evenwichtstoestand. Voor de scheepsbouw kijkt men vooral naar de intacte stabiliteit van schepen.

## Belangrijke principes
In de hydrostatica gelden enkele belangrijke principes, enkele werden voorgesteld door de Franse wiskundige Blaise Pascal in 1647:

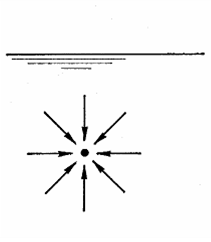
Wet van Pascal

- de wet van Pascal: de druk is in elk punt gelijk in alle richtingen;
- alle vloeistofdruk staat loodrecht op elk oppervlak, er zijn dus geen schuifspanningen. Een gevolg hiervan is dat de viscositeit van de vloeistof geen rol speelt.

De volgende principes kunnen afgeleid worden:
- de hydrostatische wet

{\displaystyle \rho {\vec {a}}=\nabla {\vec {p}}}, met {\displaystyle {\vec {a}}} de versnelling die de vloeistof ondergaat. In het meest voorkomende geval dat enkel de zwaartekracht aangrijpt, wordt deze wet {\displaystyle \rho g={\frac {dp}{dh}}}, of:
{\displaystyle p=\rho gh}

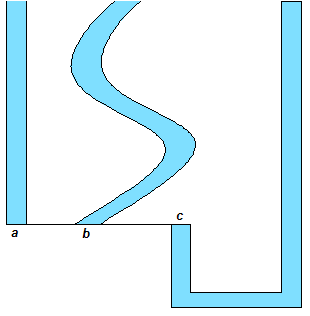
De druk in a,b en c is gelijk

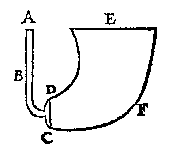
De paradox zoals Stevin die schetste: de druk in DC is gelijk, of je het nu langs A of E bekijkt

- De Hydrostatische paradox, voorgesteld door Simon Stevin:

dat den bodem des waters [...] duer een grooter water (d'hoochde de selfde blijuende) niet meer beswaert en wort dan duer een cleinder, in hedendaagse taal:
De druk van een wateroppervlak is enkel afhankelijk van de diepte, niet van de manier waarop.

## Toepassingen

### Manometer
Een manometer is een U-vormige buis, de ene kant is in contact met de atmosfeer (en dus op atmosfeerdruk); de andere helft verbonden met de te meten druk. De buis is gevuld met een vloeistof (kwik, alcohol, water). Wanneer de twee drukken gelijk zijn, bevinden de twee vloeistofoppervlakken zich op hetzelfde niveau, stijgt de te meten druk dan daalt de vloeistof in die kant van de manometer.
Volgens de hydrostatische wet kunnen we het drukverschil berekenen:
{\displaystyle \Delta p=\rho _{vl}\cdot g\cdot \Delta h}
Voor kleine drukverschillen gebruikt men alcohol, voor grotere kwik.

### Druk in de atmosfeer
Er geldt {\displaystyle {\frac {dp}{dy}}=-\rho g} en uit de fysica {\displaystyle p={\frac {nRT}{V}}}. Dit geeft een manier om de druk in de atmosfeer te benaderen.

### Berekenen van de druk op een oppervlak
Een belangrijke toepassing van de hydrostatica is de berekening van de kracht die op een oppervlak werkt:
- de kracht op een vlakke, horizontale of verticale wand:

{\displaystyle F=Ap_{gem}=A\rho gd}, met d de diepte van het zwaartepunt van het oppervlak.
- de kracht op een schuin oppervlak, deze wordt opgesplitst in een horizontaal en verticaal deel:
  - de horizontale kracht Fh is de kracht op een verticale wand (zie hierboven, geprojecteerd op het oppervlak).
  - de verticale kracht Fv is het gewicht van de vloeistofkolom boven het beschouwde oppervlak.

De totale kracht is dan {\displaystyle F^{2}={F_{h}}^{2}+{F_{v}}^{2}}

### Wet van Archimedes
De Wet van Archimedes stelt dat de opwaartse stuwkracht gelijk is aan gewicht van door het lichaam verplaatste vloeistof.

### Stabiliteit drijvende lichamen
Stabiliteit is de mate waarin een drijvend lichaam (b.v. een schip) zichzelf weer kan oprichten na uit zijn evenwicht te zijn gebracht.